# Fjällig myrpitta
Fjällig myrpitta (Grallaria guatimalensis) är en fågel i familjen myrpittor inom ordningen tättingar.

## Utseende
Myrpittor är knubbiga, marklevande tättingar med mycket kort stjärt och långa ben. Denna art har ljust rostbrun undersida, mörka fjäll på ovansidan som gett arten dess namn och ett tydligt ljust mustaschstreck.

## Utbredning och systematik
Fjällig myrpitta har en vid utbredning från södra Mexiko (där den är nordligast av alla myrpittor) till Bolivia i söder. Den delas in i tio underarter med följande utbredning:
- Grallaria guatimalensis ochraceiventris – förekommer i sydvästra Mexiko, från Jalisco till Hidalgo, Guerrero och Oaxaca
- Grallaria guatimalensis binfordi – förekommer i sydcentrala Mexiko, i Distrito Federal, Morelos och nordcentrala Oaxaca
- Grallaria guatimalensis guatimalensis – förekommer från södra Mexiko till norra Nicaragua
- Grallaria guatimalensis princeps – förekommer från subtropiska Costa Rica till västra Panama.
- Grallaria guatimalensis chocoensis – förekommer i bergsområden i östra Panama och nordvästra Colombia
- Grallaria guatimalensis carmelitae – förekommer i bergsområdet Sierra Nevada de Santa Marta i nordöstra Colombia och Sierra de Perijá
- Grallaria guatimalensis aripoensis – förekommer på Trinidad
- Grallaria guatimalensis regulus – förekommer i Anderna från västra Venezuela söderut på västra sluttningen till nordvästra Peru samt på östra sluttningen till centrala Peru (Cuzco), men i låglänta områden i östra Ecuador och allra nordligaste Peru
- Grallaria guatimalensis sororia – förekommer från södra Peru till centrala Bolivia
- Grallaria guatimalensis roraimae – förekommer i platåbergen Tepui i södra Venezuela, angränsande norra Brasilien och västra Guyana

En population finns även i kustnära berg i nordöstra Venezuela, men har inte kategoriserats till underart.

## Levnadssätt
Fjällig myrpitta hittas på marken i fuktiga städesgröna skogar i tropiska låglänta områden och lägre bergstrakter. I centrala Mexiko påträffas den även i fuktiga skogar med tall, gran och ek. Där rör den sig kvickt och smygande på sina långa ben. Den är inte särskilt vanlig och svår att få syn på, men ibland kan man skymta den födosöka eller tyst hoppa fram utmed stigar eller vägar. När den störs lyfter den tystlåtet på svirrande vingar.

## Status och hot
Arten har ett stort utbredningsområde och en stor population, men tros minska i antal, dock inte tillräckligt kraftigt för att den ska betraktas som hotad. Internationella naturvårdsunionen IUCN listar därför arten som livskraftig (LC). Beståndet uppskattas till i storleksordningen 50 000 till en halv miljon vuxna individer.